# Epidendrum ibaguense
Epidendrum ibaguense é uma espécie de orquídea terrestre, sem pseudobulbos, de folhas coriáceas, pequenas, com bainha envolvendo um caule fino e ereto. A longa inflorescência sai do ápice do caule. É encontra em vários estados brasileiros, em serras com afloramentos rochosos, de altitude variando entre 200 e 1000 metros. As flores duram quinze dias e possuem grande diversidade de cores (branco, laranja, róseo, vermelho).
Floresce o ano todo.